# Callihamina adelaidia
Callihamina adelaidia is een hooiwagen uit de familie Triaenonychidae. De wetenschappelijke naam van Callihamina adelaidia gaat terug op Roewer.